# Moșii
Moșii este o operă literară scrisă de Ion Luca Caragiale și publicată în 1901.